# 조은경
조은경(1974년 2월 10일 ~ )은 대한민국의 여자 배우이다. 조선대학교 조소과 1학년이던 1992년부터 이랜드 전속 모델로 활동한 바 있으며, 광주 MBC와 광주 KBS 어린이 프로그램 리포터로 활동하기도 했다. 1994년에는 연극 《뜨거운 양철 지붕 위의 고양이》에 출연했다.
1995년 7월 MBC 24기 탤런트로 뽑혔다. 이후 MBC 드라마 《제4공화국》에서 연기한 박정희 전 대통령의 둘째 딸인 박근영 역을 시작으로, 《종합병원》, 《자반고등어》 등에 출연했다. 1996년 조선대학교 조소과에서 학사 학위 취득했다.

## 출연 작품

### 드라마
- 제4공화국 (1995년, MBC) - 박정희 대통령 차녀 박근영 역
- 종합병원 (1995년, MBC) - 이선녀(간호사) 역
- 자반고등어 (1996년, MBC) - 은지 역

### 연극
- 뜨거운 양철 지붕 위의 고양이 (1994년) - 마거릿 역